# 백운규
백운규(白雲揆, 1964년 3월 2일 ~ )는 대한민국의 대학교수, 전 정무직공무원으로 제3대 산업통상자원부 장관이다.

## 직무수행
에너지정책에 매몰되어 산업정책이 미흡했다는 평가를 받으며, 중점을 두고 추진한 에너지정책 역시 논란에 휘말렸다. 백 장관은 에너지정책 전환의 상징으로 꼽혔지만, 탈원전에 매몰되면서 주요 국정과제인 혁신성장과 조선·자동차 등 부진한 국내 주력산업의 돌파구 마련에 소홀했다는 평가를 받았다. 결과적으로 혁신성장이 J노믹스의 세 가지 축(소득주도성장·혁신성장·공정경제) 가운데 가장 뒤처지며 국정운영의 부담으로 작용하기도 했으며, 백 장관이 추진한 탈원전 또한 원자력업계의 강한 반발을 불러일으켰다. 또한 2018년 폭염을 계기로 가정용 전기요금 누진제에 대한 개편 요구가 높아지자 문재인 대통령과 이낙연 총리가 누진제 완화 검토를 주문했지만 백 장관은 미온적인 태도를 보였다고 한다. 이로 인해 개각 대상이 되었고, 산업 정책에 정통한 성윤모 특허청장이 후임으로 임명되었다는 평가가 나왔다.

## 직권남용으로 원자력발전소 가동 중단
산업통상자원부 장관으로 재직 중이던 백운규는 2017년에서 2018년 간 채희봉 대통령비서실 산업정책비서관 등과 공모하여 월성원자력발전소를 불법 가동 중단 하였다. 월성원자력발전소 1호기는 설계수명상 2022년 11월까지 운영이 보장되어 있었고, 한국수력원자력은 가동 중단시 대규모 손실로 인한 배임 문제 등을 염려하였으나, 백운규와 채희봉 등은 한국수력원자력의 의사에 반하여 정재훈 한국수력원자력 사장 등 관계자들로 하여금 2017년 11월 월성1호기 조기 폐쇄 의향을 담은 ‘설비현황조사표’를 제출하게 하고, 2018년 6월 15일 이사회 의결로 월성1호기를 조기 폐쇄 및 즉시 가동 중단하게 하였다(직권남용권리행사방해, 업무방해).
백운규는 정재훈 등 한국수력원자력 관계자들에게 월성1호기의 경제성 평가 결과를 조작하게 하였고, 이같은 지시를 받은 정재훈 한국수력원자력 사장은 2018년 4월부터 6월 간 월성1호기 계속 가동의 경제성이 없도록 경제성 평가를 조작하였다. 이로써 백운규는 2018년 6월 15일 조작된 평가결과로 이사회를 기망하여 월성1호기 즉시 가동 중단을 의결하게함으로써 한국수력원자력에 1,481억 원 상당의 손해를 가하였다(특정경제범죄가중처벌등에관한법률위반(배임)교사, 업무방해교사).
2021년 6월 30일 백운규는 직권남용권리행사방해, 업무방해 죄로 불구속 기소되었다.
2022년 9월 29일 대전지방검찰청은 형사4부는 백운규에게 특정경제범죄가중처벌등에관한법률위반(배임)교사, 업무방해교사 혐의를 추가하는 공소장변경을 신청하였다.
이는 현재 판결 내려지지 않았다. 

## 경력
- 1991년 ~ 1992년 미국표준기술연구소
- 1992년 ~ 1999년 창원대학교 부교수
- 1995년 ~ 1996년 미국표준기술연구소 연구원
- 1999년 ~ 2006년 한양대학교 세라믹공학과 부교수
- 2006년 ~ 2009년 한양대학교 재료공학과 교수
- 2007년 ~ 하이닉스반도체 기술고문
- 2009년 ~ 2017년 한양대학교 에너지공학과 교수
- 2017년 7월 ~ 2018년 9월 산업통상자원부 장관
- 2017년 7월 ~ 2019년 9월: 대통령직속 국가생명윤리심의위원회 당연직위원

## 학력
- 1980년 ~ 1983년 진해고등학교 졸업
- 1983년 ~ 1987년 한양대학교 세라믹공학과 학사
- 1987년 ~ 1989년 버지니아폴리테크닉주립대학교 대학원 세라믹공학과 공학석사
- 1989년 ~ 1991년 클렘슨대학교 대학원 세라믹공학과 공학박사